# Jacques Vandamme (jurist)
Jacques Vandamme (Schaarbeek, 8 november 1923 - Sint-Lambrechts-Woluwe, 21 januari 2020) was een Belgisch rechtsgeleerde en hoogleraar aan de Katholieke Universiteit Leuven.

## Levensloop
Tijdens de Tweede Wereldoorlog was Jacques Vandamme vrijwilliger bij de 1e Infanteriebrigade, de zogenaamde Brigade Piron. Na de oorlog ontving hij de Medaille van de Weerstand.
Hij was een van de eerste mededingingsambtenaren bij de Europese Commissie. Van 1960 tot 1973 was hij er afdelingshoofd en van 1974 tot 1977 was hij adviseur van premier Leo Tindemans (CVP).
Aan de Katholieke Universiteit Leuven werd Vandamme buitengewoon hoogleraar. Hij doceerde Europees economisch recht en Europees sociaal recht aan de faculteit Rechtsgeleerdheid. Hij doceerde ook aan het Centre Europeéen Universitaire in Nancy en de Universiteit Parijs-Descartes. Vandamme was ook voorzitter van de Studiegroep voor Europese Politiek (SEP) en de Trans European Policy Studies Association (TEPSA).